# Teledon
Teledonul este o strângere de fonduri difuzată la televizor care poate dura mai multe ore sau chiar zile, având ca scop strângerea de bani pentru caritate, politică sau altă cauză nobilă.

## Exemple

### America

#### Statele Unite ale Americii
În Statele Unite, se organizează teledon pentru diferite organizații caritabile; cu toate acestea, începând cu 2012, nu există în prezent nici un teledon național.
Cel mai longeviv teledon național din Statele Unite a fost Jerry Lewis MDA Labor Day Telethon, care a fost organizat timp de peste 21 de ore în fiecare zi a muncii pentru a beneficia de Asociația de distrofie musculară între 1966 și 2010.

### Italia
În Italia, din 1990, Teletdon este deținut și de RAI în decembrie, iar în 2006(când evenimentul a avut loc în perioada 15-17 decembrie), donatorii au strâns 30.740.000 de euro pentru cercetare în vindecarea bolilor genetice. Până în 2009, din 1990 s-au colectat un total de 284.000.000 EUR.
Creatorii versiunii italiene sunt Susanna Agnelli și Uniunea Italiană pentru lupta împotriva distrofiei musculare.